# Gasthuistunnel
De Gasthuistunnel is een tunnel in de Belgische stad Antwerpen, gelegen onder de de Leien aan de Nationale Bank. De Gasthuistunnel begint aan de Lange Gasthuisstraat, loopt onder de Sint-Jorispoort, Bourlastraat en de Leien door en komt uit op de N184 (Van Eycklei). Het verkeer kan enkel in deze richting door de tunnel. De naam werd afgeleid van de Lange Gasthuisstraat en van het nabijgelegen gasthuis Sint-Elizabeth.
De Gasthuistunnel vormt een complex met de Blauwtorentunnel, de Van Eycktunnel en de ondergrondse parking 'Nationale Bank'. De tunnels werden opengesteld voor het verkeer op 14 januari 2008.
De maximale hoogte is 2,80 m, waardoor vrachtwagens niet toegelaten zijn, en de maximale snelheid is 30 km/u. De lengte van deze tunnel is 565 m. De verlichting in deze tunnel is oranje. Zo kunnen bij pech of ongevallen de hulpdiensten snel naar de juiste tunnel geleid worden.
Bevrijdingstunnel · Blauwtorentunnel · Bolivartunnel · Jeanne Brabantstunnel · Jos Brabantstunnel · Craeybeckxtunnel · Frans Tijsmanstunnel · Gasthuistunnel · Jan De Vostunnel · Kennedytunnel · Krijgsbaantunnel · Liefkenshoektunnel · Sint-Annatunnel · Van Eycktunnel · Valaartunnel · Waaslandtunnel